# Чжан Юйнин
Чжан Юйни́н (кит. упр. 张玉宁, пиньинь Zhāng Yùníng; род. 5 января 1997 года) — китайский футболист, нападающий клуба «Бэйцзин Гоань» и сборной Китая.

## Клубная карьера
Чжан является воспитанником китайского клуба «Ханчжоу Гринтаун». Окончил её академию в 2014 году, в 2015 стал попадать в заявку команды на матчи чемпионата Китая, однако на поле так и не появлялся.
1 июля 2015 года Чжан подписал двухлетний контракт с голландским клубом «Витесс». 13 февраля 2016 года дебютировал в Эредивизи поединком против «Херенвена», выйдя на замену на 86-й минуте вместо Валерия Казаишвили. Уже 6 марта Чжан забил свой первый мяч в клубном футболе, поразив ворота «Роды». Всего в дебютном сезоне провёл восемь встреч, забил два мяча.
В июне 2018 года перешёл на правах аренды в нидерландский АДО Ден Хааг.

## Достижения
«Витесс»
- Обладатель Кубка Нидерландов: 2016/17